# Itagibá
Itagibá là một đô thị thuộc bang Bahia, Brasil. Đô thị này có diện tích 810,34 km², dân số năm 2007 là 15309 người, mật độ 18,8 người/km².